# Fuse (canal de televisão)
Fuse é um canal de televisão orientado para vídeos musicais. A Fuse começou como MuchUSA, filiada da rede de televisão canadiana dedicada à música MuchMusic. A Fuse tornou-se desde então um dos principais canais por cabo dedicados ao rock, alternativo, punk, hardcore e música indie. A Fuse iniciou a actividade em Maio de 2003. 